# Матушкин, Василий Семёнович
Василий Семёнович Матушкин (1906—1988) — советский писатель.

## Биография
Родился 18 ноября 1906 года[по какому календарю?] в многодетной, бедной семье железнодорожного стрелочника в деревне Дурникино Камышинского уезда Саратовской губернии (ныне Камышинский район Волгоградской области).
Окончил пятиклассную школу. Работал на строительстве Сталинградского тракторного завода, затем слесарем металлургического завода «Красный Октябрь». В это время посещал литературный кружок, начал пробовать свои силы в литературе. В 1931 году был опубликован его первый рассказ «Барабан». Вскоре были напечатаны книги «Изобретатели», «Сталевар Алешкин», «Приключения Кости–изобретателя»; Матушкин был принят в Союз писателей СССР. Стал работать учителем и одновременно заочно учился в педагогическом институте.
Во время Великой Отечественной войны командовал отделением полковой разведки, был тяжело ранен.
С 1959 года жил и работал в Рязани.
Автор около 20 книг, 10 пьес, большинство из которых были поставлены на сценах советских театров. Был награждён орденами Октябрьской Революции и Трудового Красного Знамени. Был ответственным секретарем Рязанской писательской организации.
Умер в Рязани 27 декабря 1988 года; похоронен на Скорбященском кладбище.